# Mustang District
Mustang District er et af Nepals 75 administrative og politiske regioner, betegnet distrikter (lokalt betegnet district, zilla, jilla el. जिल्ला). Mustang er et bjerg-distrikt, som ligger i Dhawalagiri Zone i Western Development Region.
Mustang areal er 3.573 km² og der boede ved folketællingen 2001 i alt 14.981 og i 2007 16.734 i distriktet. Distriktets politiske organ District Development Committee er sammensat gennem indirekte valg, med repræsentation fra hver af de 9-17 administrative enheder ilakaer, hvert distrikt er opdelt i. 
Mustang District er endvidere opdelt i 16 udviklingskommuner (lokalt navn: Gaun Bikas Samiti (G.B.S.) el. Village Development Committee (VDC)), hvoraf byer med over 10.000 indbyggere kategoriseres som købstæder (municipalities). 
Mustang District er udviklingsmæssigt – gennem anvendelse af FN og UNDP's Human Development Index – kategoriseret som nr. 26 ud af Nepals 75 distrikter.
- Mustang District
- Dhakmar
- Vej fra Ghami til Lo Gekar
- Mellem Samar og Syangboche
- Pensionat i Samar
- Tsele
- Lo Gekar
- Mani væg i Ghami
- Mani væg i Ghami

## Eksterne links
- Kort over Mustang District
- Mustang District sundhedsprofil – fra FN-Nepal (på engelsk) Arkiveret 27. september 2007 hos  Wayback Machine

28°47′00″N 83°43′50″Ø / 28.78333°N 83.73056°Ø